# Kvint
Kvint är ett musikaliskt intervall på fyra diatoniska steg, samt beteckning för den femte tonen i en diatonisk skala. Ordet kommer av latinets quintus, ’femte’.
Kvinten, med sin plats ungefär mitt mellan prim och oktav, är mycket viktig i tonal musik. Den fungerar ofta som ett ställföreträdande centrum, kallad dominant.

## Härledning av intervallet

### Pythagoreisk och ren stämning
Kvinten härleds på samma sätt i såväl den pythagoreiska som den rena skalan. Kvinten återfinns mellan den 2:a och den 3:e tonen i den harmoniska deltonserien (2:3) och motsvarar därför frekvensförhållandet
{\displaystyle {\frac {3}{2}}=1{\text{,}}5:1} (kvint uppåt)
eller
{\displaystyle {\frac {2}{3}}\approx {1:0{\text{,}}666667}} (kvint nedåt)

### Liksvävande temperatur
I liksvävande temperatur utgår alla intervall från den liksvävande halvtonen, som definieras som 1/12 av en oktav. En kvint består av 7 liksvävande halvtoner och kan då definieras som
{\displaystyle {\frac {2}{1}}^{7/12}\approx {1{\text{,}}498307:1}}
En liksvävande kvint är därmed något trängre än en ren dito, vilket bland annat råder bot på problemet med Pythagoras komma.